# 이미지 기반 조명
이미지 기반 조명(Image-based lighting, 이미지 기반 라이팅, IBL)은 3차원 렌더링 기술로, 실제 세계의 빛 정보를 영상으로 포착하는 것을 포함하며, 일반적으로 360도 카메라를 사용하여 포착한다. 이 이미지는 환경 매핑과 유사하게 돔 또는 구체에 투영되며, 이를 사용하여 장면 내 객체의 조명을 시뮬레이션한다. 이를 통해 기존 렌더링 기술을 사용하여 조명을 정확하게 모델링하는 대신, 매우 상세한 실제 세계 조명을 사용하여 장면을 밝힐 수 있다.
이미지 기반 조명은 일반적으로 더 큰 현실감을 위해 고대비 해상도 영상을 사용하지만, 이것이 보편적인 것은 아니다.
Fxguide에 따르면, "거의 모든 현대 렌더링 소프트웨어는 어떤 종류의 이미지 기반 조명을 제공하지만, 시스템에 사용되는 정확한 용어는 다를 수 있다."
영화 제작에서는 이미지 기반 조명을 사용하며, 몬스터 대학교, 위대한 개츠비, 아이언맨 2와 같은 영화에서 볼 수 있다.
카메라 기술자와 VFX 슈퍼바이저가 때때로 "윅매니아(wickmania)"라고 부르는 한 가지 참조 캡처 기술은 물리적 세트에서 두 개의 작은 구체(하나는 무광택, 다른 하나는 빛 반사 재료)의 영상을 촬영하는 것을 포함한다. 이것은 동일한 조명 조건에서 실제 객체 또는 캐릭터와 상호 작용하는 애니메이션 객체 또는 캐릭터에 IBL이 나중에 적용될 때 사용된다.
이미지 기반 조명은 일부 비디오 게임에서도 사용되는데, 비디오 게임 콘솔 및 개인용 컴퓨터가 이 기술을 사용하여 실시간으로 장면을 렌더링하기 위한 계산 리소스를 갖기 시작했기 때문이다. 이 기술은 다음에서 사용된다.
- 포르자 모터스포츠 4[4]
- 라이즈 오브 더 툼 레이더[5]
- 인투 더 스타스(Into the Stars)[6]
- SuperTuxKart[7]

이미지 기반 조명은 크라이텍의 크라이엔진 비디오 게임 엔진의 내장 기능이기도 하다.

## 같이 보기
- 앰비언트 어클루전
- 리라이팅(Relighting)